# Bettys and Taylors of Harrogate

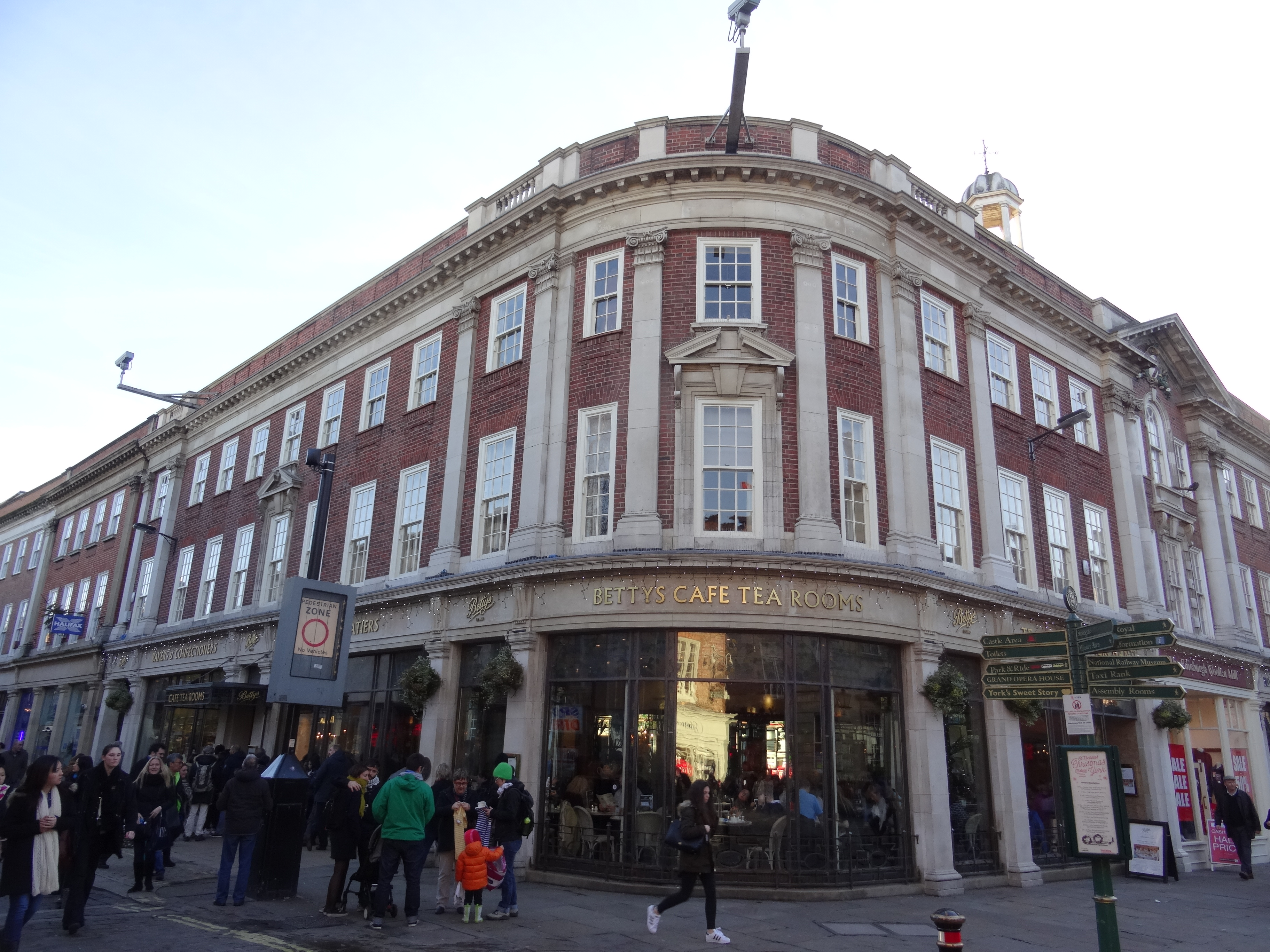
Le café Bettys de St Helen's Square à York.

Bettys and Taylors of Harrogate est une entreprise britannique spécialisée dans la distribution de thé et propriétaire de plusieurs salons de thé.

## Historique
L'origine de la société remonté à 1907 et l'arrivée en Angleterre d'un jeune boulanger suisse, Fritz Bützer. Arrivant à Douvres sans parler un mot d'anglais et alors qu'il a perdu le document contenant les informations sur la ville où l'attend un emploi, il prend finalement un train pour Bradford où il trouve un poste chez un chocolatier suisse. Un peu plus d'une dizaine d'années plus tard, en 1919, il change son nom pour Frederick Belmont et ouvre son premier salon de thé à Harrogate. Au cours des années 1920 et 1930, des salons de thé Bettys ouvrent dans d'autres villes du Yorkshire : Ilkley, York ou Northallerton. En 1922, Frederick Belmont ouvre sa propre boulangerie pour alimenter quotidiennement les différents salons de thé en produits frais. 
En 1962, l'entreprise créée par Frederick Belmont rachète pour 180 000 £ un de ses concurrents : C.E. Taylor & Co. Ltd. Avec cette acquisition l'entreprise développe son activité dans la distribution de thé et café, à travers les marques commerciales Yorkshire Tea et  Taylors of Harrogate Coffee.
En 2015, il existe six salons de thé Bettys, tous situés dans le Yorkshire :
- À Harrogate :
  - Bettys Harrogate - Parliament Street
  - Bettys Harlow Carr - RHS Harlow Carr
- À York :
  - Bettys York - St Helen's Square
  - Bettys Stonegate (anciennement Little Bettys) - Stonegate
- Bettys Northallerton - High Street
- Bettys Ilkley - The Grove